# Tenosinovitis de estiloides radial
La tenosinovitis de estiloides radial, también conocida como tenosinovitis de De Quervain, es la inflamación de la envoltura de la vaina del tendón del músculo abductor largo del pulgar y del músculo extensor corto del pulgar, al pasar por el túnel a nivel del estiloides radial. Afecta con mayor frecuencia a las mujeres, y existe el antecedente de actividad repetitiva sobre la mano o traumatismo sobre la región. También se le conoce como síndrome del pulgar de Blackberry.
Fue descrita por primera vez por el cirujano suizo Fritz de Quervain en 1895.

## Epidemiología
En los Estados Unidos, estudios en grandes bases de datos reportan una incidencia anual de 2.8 casos por cada 1 000 mujeres y 0.6 casos por cada 1 000 hombres, con una mayor prevalencia en personas de raza negra y en aquellos con comorbilidades como diabetes mellitus, artritis reumatoide y lupus eritematoso sistémico; el riesgo de desarrollar esta condición aumenta con la edad, siendo particularmente notorio entre los 40 y 59 años.
La prevalencia es particularmente alta en ciertos grupos de riesgo, como gamers (13%), fisioterapeutas (40.5%), y levantadores de pesas (71.6%).
El embarazo también se ha identificado como un factor de riesgo. Un estudio retrospectivo realizado en Corea del Sur, que incluyó a 1.6 millones de mujeres embarazadas, reveló una incidencia acumulada del 2.1%.
Adicionalmente, los pacientes que han sufrido una fractura distal del radio no quirúrgica tienen 4.2 veces más probabilidades de desarrollar tenosinovitis de De Quervain en comparación con la población general.

## Cuadro clínico
El síntoma principal es el dolor, referido a nivel del estiloides radial (lado del pulgar de la muñeca) y también puede irradiarse hacia el antebrazo. Además relata impotencia funcional, y dolor que aumenta con el uso de la mano especialmente movimientos de muñeca y pulgar, especialmente al tomar objetos con fuerza o al girar la muñeca.

## Diagnóstico
Dolor que aumenta con la extensión contra resistencia del pulgar, especialmente con la muñeca en dorsiflexión y abducción. Dolor a la palpación del estiloide radial y tendones. Puede existir aumento de volumen por engrosamiento de la vaina.
Si la maniobra de Finkelstein  es positiva, este signo clínico es patognomónico. Consiste en hacer al paciente cerrar la mano con el pulgar flexionado en dirección hacia el meñique y posteriormente hacer un puño con los dedos sobre el pulgar y mantener esta posición mientras el médico empuja el puño para que la muñeca se doble en dirección cubital, es decir, hacia el dedo meñique de la mano. Esta prueba resulta dolorosa para la persona con Enfermedad de Quervain y es la que permite hacer el diagnóstico.

## Tratamiento
La infiltración de corticoides, guiada por ultrasonido, tiene una eficacia comparable al tratamiento quirúrgico, en términos de alivio del dolor, resultado funcional y complicaciones. Por lo cual, es una opción de tratamiento efectiva y mínimamente invasiva.
Conservador
- Explicar al paciente los movimientos que provocan el cuadro doloroso.
- Frío local
- Inmovilizar el pulgar con vendaje o férula
- Antiinflamatorios
- Infiltrado con corticoides

Quirúrgico
- Cuando no hay mejora con en tratamiento conservador.
- Su objetivo es liberar el compartimiento, para generar más espacio a los tendones irritados. La intervención consiste en seccionar el retinaculum extensor, liberando tendones EPB Y APL.